# Tupolev Tu-142
Tupolev Tu-142 (kód NATO "Bear F/J") je námořní hlídkový a protiponorkový letoun vycházející z konstrukce bombardéru Tu-95. Tu-142 byl navržen konstrukční kanceláří Tupolev a mezi lety 1968 až 1994 byl vyráběn závody ve městech Kujbyšev a Taganrog. Dříve letouny sloužily v sovětském námořnictvu a ukrajinském letectvu, ale dnes jsou ve službě v ruském námořnictvu a v letech 1988 až 2017 sloužily také v indickém námořnictvu. Specializovaná komunikační varianta označená Tu-142MR byla pověřena dlouhými komunikačními povinnostmi se sovětskými ponorkami s balistickými raketami.
Vyvinutý byl reakci na americký program Polaris a z potřeby životaschopné sovětské protiponorkové platformy. Navázal na neúspěšný projekt Tu-95PLO - první pokus modifikovat Tu-95 pro námořní použití. Tu-142 se lišil od Tu-95 tím, že měl prodloužený trup pro specializované vybavení k protiponorkovému boji a sledování, zesíleným podvozkem pro drsnějším prostředí, vylepšenou avionikou a zbraněmi a celkovým vyšším výkonem. Během služby se schopnosti Tu-142 postupně zlepšovaly, což nakonec vyústilo v Tu-142MZ, finální verzi Tu-142 s dlouhým doletem s vysoce sofistikovanou bojovou avionikou a velkým užitečným zatížením. Tupolev také přestavěl řadu Tu-142 na testovací letouny pro avioniku (Tu-142MP) a motory (Tu-142LL).

## Uživatelé
Rusko

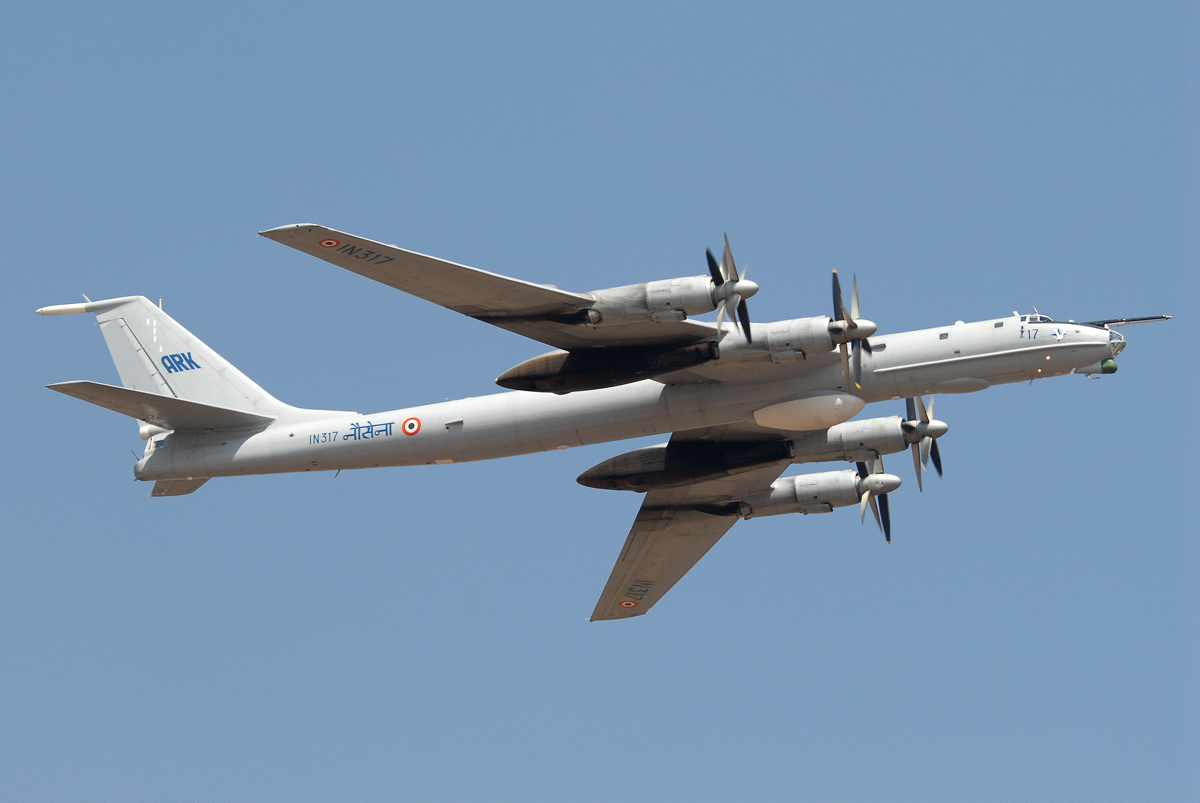
Indický Tu-142

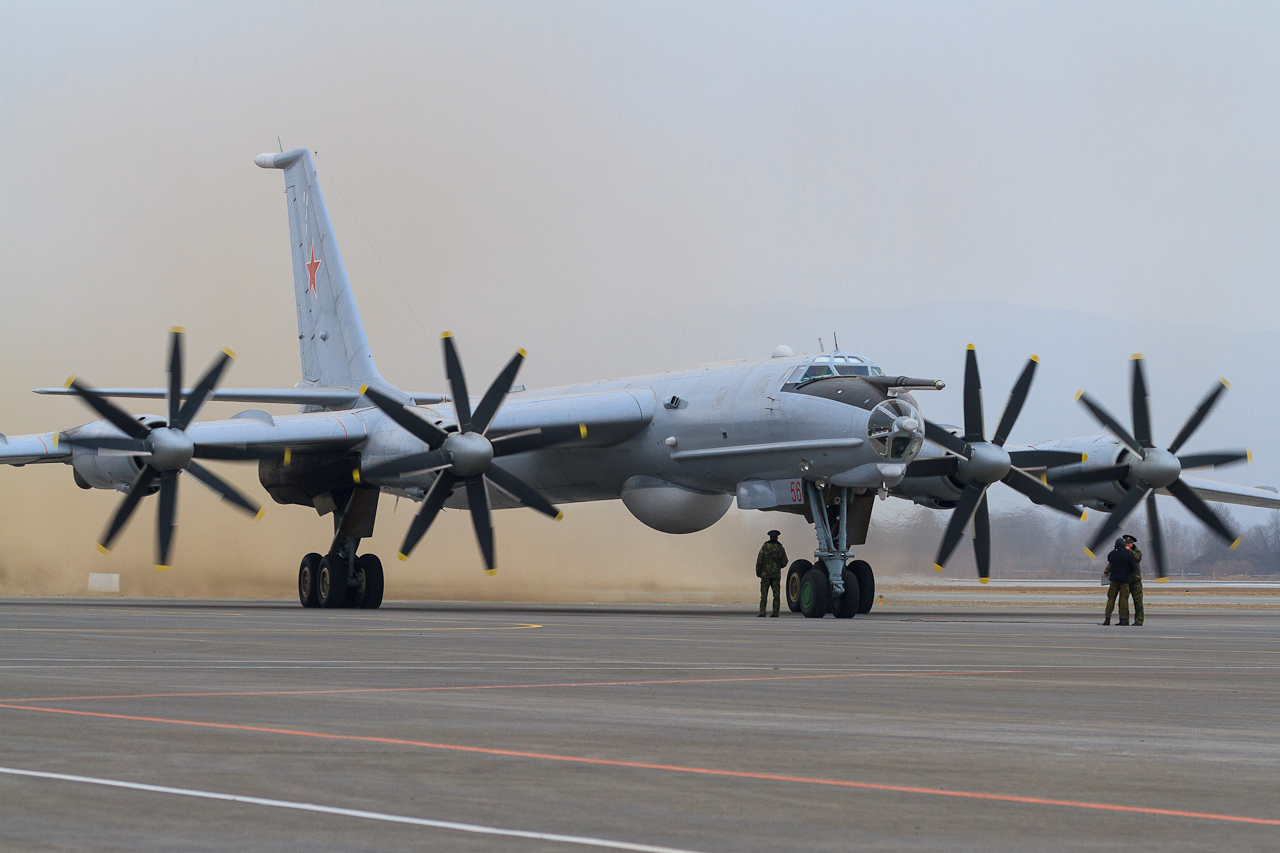
Ruský Tu-142 na startu

- Ruské námořní letectvo – 22 Tu-142MZ/MR/MK ve službě.[4]

### Bývalí
Indie
- Indické námořnictvo typ Tu-142M zavedlo roku 1988 jako svůj hlavní dálkový námořní hlídkový a protiponorkový letoun. Oficiálně je vyřadilo po 29leté službě dne 29. března 2017. Ve službě je nahrazuje americký P-8I Poseidon.[3]

 Sovětský svaz
- Sovětské námořní letectvo

## Specifikace (Tu-142MZ)

### Technické údaje
- Osádka: 11-13
- Délka: 53,08 m
- Rozpětí: 50,0 m
- Výška: 12,12 m
- Nosná plocha: 311,1 m²
- Hmotnost (prázdný): 90 000 kg
- Max. vzletová hmotnost: 185 000 kg
- Pohonná jednotka: 4 × turbovrtulový motor NK-12MP, každý o výkonu 11 033 kW (14 795 hp)

### Výkony
- Maximální rychlost: 925 km/h
- Cestovní rychlost: 711 km/h
- Bojový rádius: 6 500 km
- Dostup: 12 000 m